# Pyrenopeziza commoda
Pyrenopeziza commoda är en svampart som först beskrevs av Roberge ex Desm., och fick sitt nu gällande namn av John Axel Nannfeldt 1932. Pyrenopeziza commoda ingår i släktet Pyrenopeziza, ordningen disksvampar, klassen Leotiomycetes, divisionen sporsäcksvampar och riket svampar.   Inga underarter finns listade i Catalogue of Life.